# El Guettar
El Guettar es un municipio (baladiyah) de la provincia o valiato de Relizan en Argelia. En abril de 2008 tenía una población censada de 15 422 habitantes.
Se encuentra ubicado al noroeste del país, cerca de la costa del mar Mediterráneo y a poca distancia al oeste de la capital del país, Argel.